# Enrico De Carli
José Henrique de Carli, meglio noto in Italia come Enrico De Carli e in Brasile come Zé Henrique (San Paolo, 19 marzo 1933 – ...), è stato un cestista brasiliano naturalizzato italiano.

## Carriera
Brasiliano di nascita, disputò il Mondiale 1954 con la casacca verde-oro del Brasile. È stato il secondo oriundo della storia a giocare nella Nazionale italiana, dopo Mike Pelliccia. Esordì infatti il 14 settembre 1958 nella sfida persa 60-74 contro l'Ungheria, e successivamente disputò gli Europei 1959. In carriera ha collezionato 14 presenze in maglia azzurra, con 67 punti realizzati.